# Dandougou (Sidéradougou)
Pour les articles homonymes, voir Dandougou.
Dandougou est une commune rurale située dans le département de Sidéradougou de la province de la Comoé dans la région des Cascades au Burkina Faso.

## Histoire
Louis-Gustave Binger y fait escale le 1er avril 1888. Il écrit : « J'arrive de bonne heure au village nord de Dandougou et suis très étonné d'y trouver deux Mandé qui me disent de me dépêcher de choisir une case et de m'y installer. « Ce village appartient aux lamokho (voyageurs, marchands), me disent-ils, ce sont eux qui l'ont construit. Si tu trouves une bonne case et qu'il y ait d'autres gens que des lamokho installés dedeans, fais-les sortir ; ils ne feront, du reste, aucune difficulté. » Sans avoir besoin de me livrer à cette extrémité, je pris possession d'une jolie et riante habitation rectangulaire à véranda, proprement blanchie à la cendre, et ne laissant pas passer le moindre rayon de soleil ».

## Démographie
| 2003  | 2006  | 2012 |
| ----- | ----- | ---- |
| 3 291 | 3 352 | -    |

## Santé et éducation
Le centre de soins le plus proche de Dandougou est le centre de santé et de promotion sociale (CSPS) de Kouéré.
Le village possède une école primaire publique.